# Autochloris quadrimacula
Autochloris quadrimacula là một loài bướm đêm thuộc phân họ Arctiinae, họ Erebidae.